# Ібіс-лисоголов
Ібіс-лисоголов (Geronticus) — рід птахів родини ібісових.
Ареал проживання — південь Африки та район Середземномор'я, переважно гірські райони.
До складу роду відносять два живих види — ібіс-лисоголов південний (Geronticus calvus) та ібіс-лисоголов марокканський (Geronticus eremita), а також декілька вимерлих. Ці два види мають довжину тіла до 70—80 см і масу до 1,2—1,5 кг, зовні схожі, але у Geronticus eremita на голові є чубчик.
Ібіс-лисоголов південний розповсюджений тільки в гірських регіонах півдня Африки (Лесото, ПАР, Есватіні), перш за все, він населяє Драконові гори. Птахи віддають перевагу високо розташованим лукам з низькою травою на висоті від 1200 до 1850 м над рівнем моря.
Ареал ібіса-лисоголового марокканського — район Середземномор'я: північ Африки, південь Європи, Близький Схід, хоча ще в XVII столітті жив на територіях біля Альп. В Європі в дикому вигляді зник. Мешкає в Марокко та Туреччини, близько десятка пар виявлено в Сирії.
Викопні види Geronticus perplexus, Geronticus apelex і Geronticus balcanicus датуються кількома мільйонами років.